# Franziskanerinnenkloster Sta. Maria de Victoria
Das Franziskanerinnenkloster Sta. Maria de Victoria war ein 1365 gegründeter Konvent in der ehemaligen freien Reichsstadt Biberach an der Riß in Oberschwaben. Das Patrozinium des Klosters, das wohl von der Prager Karmelitenkirche übernommen wurde, leitet sich von der Anrufung der Gottesmutter als „heilige Maria vom Siege ab“.
Die Kirche des Franziskanerinnenklosters wurde im Frühjahr 1812 entgegen den Eingaben der katholischen Räte von Biberach auf Befehl des Königs von Württemberg Friedrich I. abgerissen. In dem verbliebenen Konventsgebäude sind heute das Amtsgericht Biberach und die Außenstelle Biberach des Staatlichen Hochbauamtes I Ulm untergebracht.

## Geschichte des Klosters

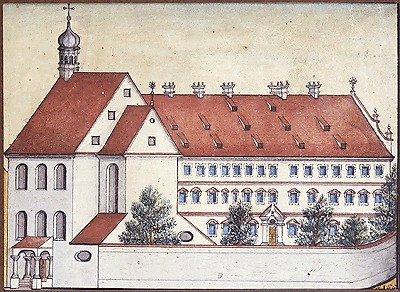
Franziskanerinnenkloster Sta. Maria de Victoria

Eine Besonderheit der ehemaligen Reichsstadt ist, dass sich innerhalb seiner Stadtmauern nie ein Männerkloster über längere Zeit halten konnte. Dafür sind zwei Frauenklöster geschichtlich belegt, 1283 ein Dominikanerinnenkloster und später ein Franziskanerinnenkloster, das wohl seit 1365 existierte. Der Große und Kleine Rat der Stadt bekräftigten 1477 „darob zu sein, damit kein Kloster hie erwachse und die Münch kein Gerechtigkeit alhie gewinnen“. Das seit 1320 in städtischer Oberhoheit stehende Heilig-Geist-Spital und die 1365 erbaute Stadtpfarrkirche St. Maria und Martin sollten nicht unter die Kontrolle der oberschwäbischen Äbte des Umlandes fallen. Nicht einmal 100 Jahre, von 1239 bis 1320, existierten die zum Spital gehörigen Brüder- und Schwesternkonvente. Als Basis des Lebensunterhalts der Schwestern von Sta. Maria de Victoria dienten Spenden und Vermächtnisse, der steuerbefreite Wachshandel und Webarbeiten. Die Schwestern „seind zue allen kranken, sterbenden Menschen gangen, wer ihr begehrt hat. Denen, so haben wollen sterben, bettet und zuegesprochen“, heißt in der Chronik des Joachim von Pflummern († 1554).
Die Bürgerin Adelheid Schnell, Witwe des Conz, stiftete 1365 eine „sonderbare“ (eigene) Behausung, für einen Konvent, der auf fünf Schwestern beschränkt war. Der Franziskaner Johann Schönbenz, der als Kommissär des Konstanzer Bischofs Marquard von Randeck tätig war, gab am 28. Oktober 1406 den Schwestern die Regel des dritten Ordens der Franziskaner. Das Kloster blühte trotz aller Zwänge, die ihm von der Stadt auferlegt wurden. 1467 wurde ein größeres Haus erworben. 1477 zählte der Konvent acht Schwestern. Es entwickelte sich ein Streit innerhalb der Gemeinschaft, den der Rat der Stadt schlichtete, was mit der Einsetzung einer neuen Oberin durch die Stadt endete. 1490 erwarben die Schwestern ein angrenzendes Gehöft und verbesserten damit ihre wirtschaftliche Grundlage. Im Jahre 1524 vermachte ihnen die Biberacher Patriziersfrau Barbara Lamparter als Jahrtagsstiftung ein „Gütlein“ in Langenschemmern.

## Reformation
In der Zeit der Reformation blieben die Schwestern ihrem Glauben treu. Daher wurden sie der Stadt verwiesen und fanden Zuflucht im nahen Damenstift Buchau. 1546 erlitt der Schmalkaldische Bund, ein Verteidigungsbündnis protestantischer Fürsten und Reichsstädte unter Führung von Kursachsen und Hessen, dem die Reichsstadt angehörte, eine Niederlage. Im Laufe des Jahres 1546 eroberten die kaiserlichen Truppen Karls V. relativ problemlos fast alle protestantischen Gebiete in Süddeutschland zurück und leiteten die Gegenreformation ein. Als Folge davon wurden die Schwestern mit Gewalt in die Stadt zurückgeholt. 1647 konnte das Kloster der Stadt dreitausend Gulden leihen. Am 27. Juni 1697 fand die Grundsteinlegung für ein neues Kloster und eine Kirche statt. Am 2. Juli 1699 las Dekan Georg Schwab in der neu erbauten Klosterkirche die erste Heilige Messe. Der Ulmer Reichspostmeister Bernhardin von Pichlmayer stiftete der Konventkirche den Hochaltar, der am 30. September 1704 aufgerichtet wurde. Die Schwestern versuchten, alle umliegenden Häuser in der Seel- und Gerbergasse in ihren Besitz zu bringen. Dies löste einen Streit mit dem evangelischen Magistrat aus, der sogar bis zum Reichshofrat in Wien getragen wurde. Angefochten vor dem Reichshofrat wurden auch der Kauf der Biberacher Steigmühle und die Umwandlung der Kaplanei des Frauenklosters in eine Präzeptoratskaplanei in Zusammenhang mit der Gründung einer höheren lateinischen Lehranstalt durch den katholischen Magistrat im Jahr 1775.

## Säkularisation

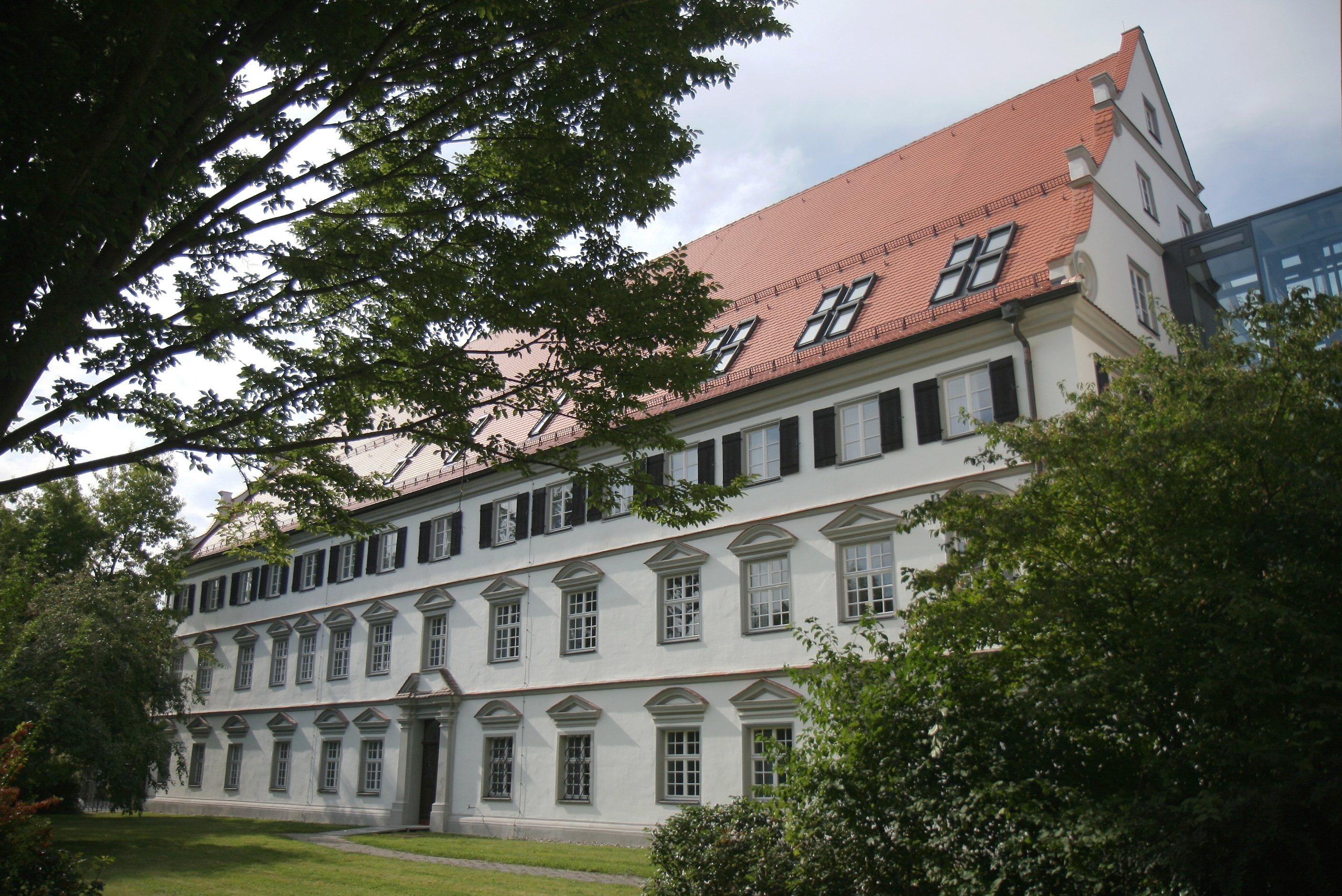
Ehemaliger Konventflügel
(heute Amtsgericht)

§ 5 des Reichsdeputationshauptschlusses erklärte zunächst die ehemals freie Reichsstadt Biberach zum Eigentum der Markgrafschaft Baden. Die Klöster innerhalb der Reichsstadt wurden Eigentum des Deutschordens. Der Konvent hatte gut gewirtschaftet. Deutschordens-Kommissar Wilhelm Mosthaff konstatierte in seinem Abschlussbericht über das Kloster vom 24. September 1803 ein Aktivkapital von 43.750 Gulden gegenüber geringen Schulden von 3.100 Gulden. Am 25. Oktober 1806 gelangte das Kloster in den Besitz des Königreiches Württemberg. Der provisorische württembergische Verwalter Künstle nahm das Inventar auf. 1807 bestimmte der neue Staat die Umwandlung der Konventsgebäude in eine Kaserne des württembergischen Heeres. Die Schwestern mieteten sich nach der Aufhebung bei Biberacher Familien ein und bekamen vom Königreich Württemberg eine Pension. Am 16. November 1811 wurde die Kirche an den Schreiner Johann Georg Angele versteigert. Vorbehalten wurden die zwei „heiligen Leiber in den Särgen“, damit waren zwei Reliquienschreine gemeint.
Anfang 1811 stand das Konventgebäude leer. Die Kasernen wurden statt in Biberach in Ravensburg, Weingarten und Ellwangen eingerichtet. Im Frühjahr 1812 wurde die Kirche des Konvents abgebrochen. Noch am 30. Oktober 1811 baten „die Magistrats-Glieder katholischen Anteils daselbst – die Senatoren Consoni, Cloos, v. Braunendal, Zink und Reinhardt – alleruntertänigst, die zum Verkaufe auf den Abbruch dekretierte dasige Kasernen- oder ehemalige Nonnenkloster-Kirche fernerhin allergnädigst zu belassen.“
Am 1. Juli 1834 lebten noch drei Schwestern Maria Adelheid Beck von Hürbel, Maria Elisabetha Geßler von Bechtenrot und Maria Josefa Stiefenhofer aus Ochsenhausen bei Biberacher Familien. Kostbare Kirchengeräte wurden in die Königliche Garderobe nach Stuttgart verbracht. Am 9. Dezember 1858 starb mit Maria Aloysia Stribl die letzte Schwester des Konvents Sta. Maria de Victoria. Am 4. Januar 1856 kamen drei Schwestern der St.-Elisabeth-Stiftung nach Biberach und blieben im sogenannten Klösterle bis zum 8. Juli 1989. In dem verbliebenen Konventgebäude sind heute das Amtsgericht Biberach und die Außenstelle Biberach des Staatlichen Hochbauamtes I Ulm.